# Red semántica

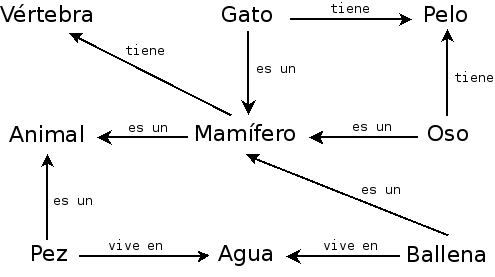
Un ejemplo de red semántica.

Una red semántica o esquema de representación en Red es una forma de representación del conocimiento lingüístico en la que los conceptos y sus interrelaciones se representan mediante un grafo. En caso de que no existan ciclos, estas redes pueden ser visualizadas como árboles. Las redes semánticas son usadas, entre otras cosas, para representar mapas conceptuales y mentales. En un grafo o red semántica los elementos semánticos se representan por nodos. Dos elementos semánticos entre los que se admite se da la relación semántica que representa la red, estarán unidos mediante una línea, flecha o enlace o arista. Cierto tipo de relaciones no simétricas requieren grafos dirigidos que usan flechas en lugar de líneas.
Note que el concepto de Web semántica es diferente de Red semántica. En inglés la Web Semántica es referida como "Semantic Web", mientras que una Red semántica se denominaría "Semantic Network".

## Definición
Existen diversos tipos de relaciones semánticas como la hiponimia, hiperonimia, la meronimia, etc. Dado un conjunto de conceptos, elementos semánticos o términos relacionados semánticamente mediante alguna relación semántica, una red semántica representa estas relaciones en forma de grafo. Explícitamente, dado un conjunto de términos {t1, t2,..., tn} y cierta relación semántica simétrica entre ellos se construye un grafo G = (V,A) cumpliendo las siguientes condiciones:
- El conjunto V es el conjunto de vértices o nodos del grafo. Este conjunto estará formado por n elementos (tantos vértices como términos relacionables). A cada uno de los vértices del grafo representará uno de los términos, por tanto los vértices del grafo se llamarán: t1, t2,..., tn.
- El conjunto A es el conjunto de aristas o líneas del grafo. Dados dos vértices (términos) del grafo ti y tj existirá una línea aij que une los vértices ti y tj si y solo si los términos de pona ti y tj están relacionados.

Si la relación no es simétrica, entonces se usan grafos dirigidos para representar la relación.

## Historia
Los responsables de los primeros esquemas de representación formalizados fueron Quillian (1968) y Shapiro & Woddmansee (1971). Los esquemas de redes semánticas tienen una fundamentación psicológica muy sólida, por lo que se han realizado numerosos esfuerzos por llevar a cabo implementaciones importantes basadas en ellas.

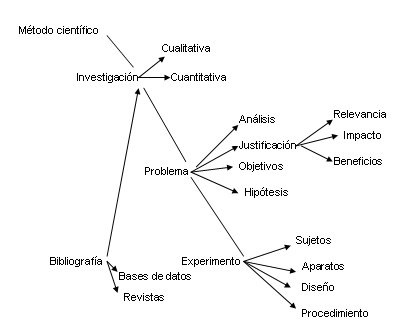
Red Semántica del Método Científico.

Uno de los primeros modelos de redes fue el Teachable Language Comprehender desarrollado por Quillian (1969) utilizado para describir el conocimiento semántico. Los modelos de red de la memoria originalmente se desarrollaron para describir las relaciones esquemáticas. Quillian (1962, 1967) propuso que los conceptos pueden ser representados por nodos o locaciones dentro de una estructura de red. Las ligas entre nodos individuales representan las asociaciones entre los conceptos relacionados. Para cada nodo existen ligas a otros nodos y estos a su vez están ligados a otros (Collins y Loftus, 1975). Dentro del modelo de red, el significado de una palabra es una función de los conceptos a los cuales está conectado. Existe un complejo sistema de interconexiones entre conceptos que es visto como una representación de la riqueza y complejidad de la memoria semántica humana.
Una característica importante de las redes semánticas es su capacidad para relacionar conceptos y para recuperar información, para extraer conocimiento semántico de información textual. El modelo de redes es ampliamente utilizado en el mundo de la computación para recuperar información de gigantescas bases de datos en forma rápida y eficiente.
Las redes semánticas han sido muy utilizadas en inteligencia artificial para representar el conocimiento y por tanto ha existido una gran diversificación de técnicas. Los elementos básicos que encontramos en todos los esquemas de redes son:
- Estructuras de datos en nodos, que representan conceptos, unidas por arcos que representan las relaciones entre los conceptos.
- Un conjunto de procedimientos de inferencia que operan sobre las estructuras de datos.

Básicamente, podemos distinguir tres categorías de redes semánticas:
- Redes IS-A, en las que los enlaces entre nodos están etiquetados.
- Gráficos conceptuales: en los que existen dos tipos de nodos: de conceptos y de relaciones
- Redes de marcos: en los que los puntos de unión de los enlaces son parte de la etiqueta del nodo.

Los modelos de redes semánticas se pueden probar empíricamente al hacer preguntas a los sujetos acerca de la relación entre dos conceptos, entre más cerca sea la distancia semántica dentro de la red jerárquica, menor será el tiempo de reacción para contestar. Los primeros modelos de redes semánticas eran de naturaleza jerárquica con conceptos superordinados y subordinados. La información se almacena como atributos de cada nodo, que también comparten los nodos subordinados.

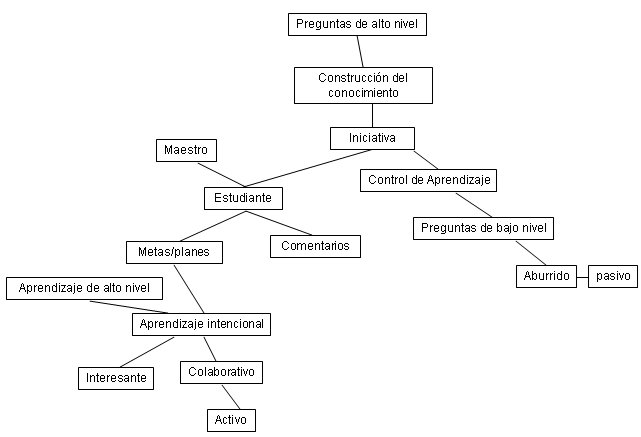
Red Pathfinder

Otra forma de red semántica es la desarrollada por Pathfinder (Schvaneveldt, 1990) la cual es un procedimiento escalar que se utiliza para resumir y representar gráficamente los puntajes de relación entre los pares de conceptos. Pathfinder es una técnica estadística descriptiva multivariada que representa en forma de red la proximidad de los pares de conceptos, la red obtenida puede ser medida y comparada cuantitativamente (Goldsmith y Davenport, 1990).